# Katastrofa lotu Aerofłot 7425
Katastrofa lotu Aerofłot 7425 – katastrofa lotnicza, która wydarzyła się 10 lipca 1985 roku w okolicach miasta Uchquduq, położonego w centralnej części Uzbekistanu (wówczas Uzbeckiej SRR). W wyniku katastrofy samolotu Tupolew Tu-154B-2 należącego do linii lotniczych Aerofłot śmierć poniosło 200 osób (191 pasażerów i 9 członków załogi) – wszyscy na pokładzie.

## Okoliczności katastrofy
Tupolew Tu-154B-2 (nr rej. CCCP-85311) odbywał lot na linii Karszy – Ufa – Leningrad. Kapitanem samolotu był Oleg Bielisow, a drugim pilotem był Anatolij Pozumski. Po starcie z Karszy i wznoszeniu, samolot osiągnął stałą prędkość 400 km/h i wysokość 11 600 m. W przypadku tak znacznej wysokości samolotu prędkość 400 km/h była zbyt niska. W efekcie samolot zaczął wibrować w wyniku oderwania strug na płacie na dużym kącie natarcia. Załoga Tupolewa błędnie zdiagnozowała przyczynę wibracji jako pompaż silnika i postanowiła zmniejszyć prędkość lotu. Piloci zredukowali moc silników i zmniejszyli prędkość do 290 km/h, doprowadzając do przekroczenia krytycznego kąta natarcia i – w wyniku braku właściwej reakcji załogi – w efekcie do przeciągnięcia. Tupolew zaczął gwałtownie spadać, wykonując obrót po linii śrubowej w dół. Piloci do ostatnich chwil usiłowali odzyskać sterowność nad samolotem i zwiększyć ciąg silników. Samolot rozbił się w na odludnym, pustynnym terenie, 47 km od miasta Uchquduq oraz 20 km od wsi Kokpatas w centralnej części Uzbekistanu. Spośród 200 osób na pokładzie wszyscy ponieśli śmierć na miejscu.

## Przyczyny katastrofy
Przyczyną katastrofy był błąd pilotów, którzy błędnie oszacowali wymaganą prędkość IAS samolotu w stosunku do aktualnego pułapu lotu, doprowadzając w pełni obciążony samolot do przeciągniecia i w jego następstwie do korkociągu. Po odczytaniu zapisu czarnych skrzynek okazało się, że samolot w sposób niesterowany spadał na ziemię przez 2 minuty. Ostatnie zarejestrowane słowa z pokładu samolotu brzmiały: Kocham cię bardzo, kochanie! Dbaj o dzieci!. Słowa te zostały wypowiedziane przez kapitana samolotu.
Katastrofa lotu 7425 jest największą katastrofą lotniczą pod względem liczby ofiar w historii Uzbekistanu i w historii eksploatacji samolotu Tupolew Tu-154.